# Parkridge Holdings
Parkridge Holdings to brytyjska firma zajmująca się działalnością deweloperską i inwestycyjną, działając we wszystkich segmentach rynku nieruchomości. Grupa Parkridge zajmuje się budową i zarządzaniem halami magazynowymi, centrami biurowymi i handlowymi jak również budynkami mieszkalnymi.
Firma działa w kilku krajach takich jak:Francja, Hiszpania, Niemcy, Polska, Portugalia, Rosja, Wielka Brytania oraz Włochy.
Parkridge specjalizuje się w adaptowaniu starych obiektów poprzemysłowych w nowoczesne centra handlowo-rozrywkowe.

## Struktura holdingu
Na holding składa się kilka podmiotów:
- Parkridge Business Centre (centra biznesowe)
- Parkridge Land (tereny pod inwestycje)
- Parkridge Retail (obiekty handlowe)
- Parkridge Residential (obiekty mieszkalne)

## Działalność w Polsce
W Polsce działalność prowadzi Parkridge Retail CE. Firma zajmuje się budową i zarządzaniem centrami handlowymi. Są to takie obiekty jak:
- Focus Mall Białystok - 33 000 m²
- Focus Mall Bydgoszcz - 94 000 m²
- Focus Mall Gliwice - 140 000 m² (2009)
- Focus Mall Jelenia Góra - 35 000 m² (2009)
- Focus Mall Piła - 120 000 m² (2011)
- Focus Mall Piotrków Trybunalski - 76 000 m² (2009)
- Focus Mall Rybnik - 42 000 m²
- Focus Mall Starogard Gdański - 60 000 m² (2012)
- Focus Mall Zielona Góra - 48 000 m²
- Focus Park Świdnica - 10 200 m²
- Focus Park Tarnów - 10 000 m² (2009)

Obiekty te w większości znajdują się w fazie projektowania bądź budowy. Ponadto w Białymstoku działka na której ma powstać Focus Mall należy do miasta i nie wiadomo komu zostanie ostatecznie sprzedana. Część centrów handlowych już działa. We wrześniu 2007 roku otwarto Focus Mall Rybnik, w kwietniu 2008 Focus Mall Bydgoszcz, w czerwcu 2008 Focus Park Świdnica, a we wrześniu 2008 Focus Mall Zielona Góra. 13 listopada otworzono galerię Focus Mall w Piotrkowie Trybunalskim. W budowie są centra Focus Mall w Jeleniej Górze oraz Gliwicach. Na wiosnę 2009 roku rozpocznie się budowa Focus Mall Piła, Focus Mall Starogard Gdański i Focus Park Tarnów. 
Wcześniej Parkridge posiadał w Polsce hale magazynowe, jednak w lutym 2007 roku zostały one sprzedane firmie ProLogis.